# 投箭
投箭（とうせん）とは、航空機から投下され暴露されている敵の人馬を殺傷する鋼製の桿である。投下箭とも。英語でair dropped flechettes（空中投下矢弾）、単にflechettes（フレシット）、aerial darts（エアリアル ダーツ）とも呼ばれる。

## 概要

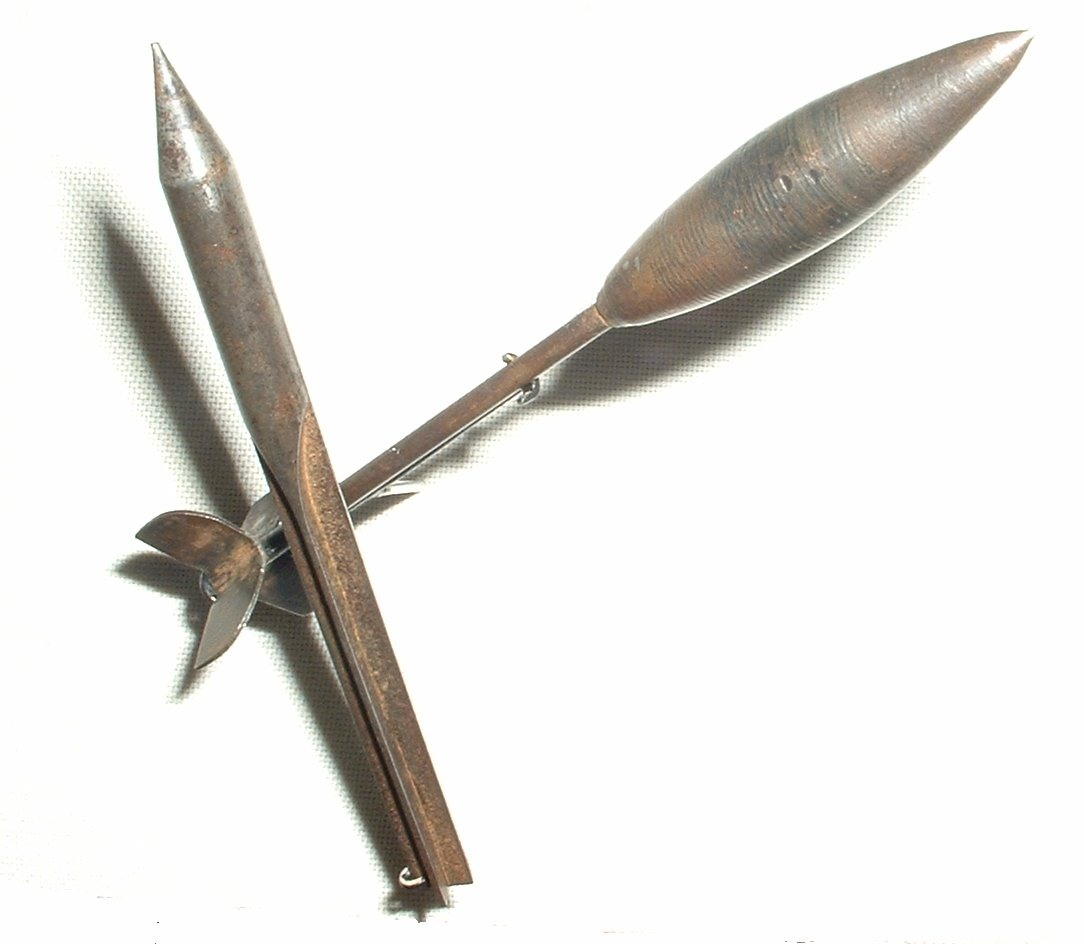
第一次世界大戦でフランスが使ったフレシット

先端は重く鋭く、尾端はさまざまな形状となっており、投下された後、自然と先端部を下に向けた状態でライフル弾のように自転しながら落下するようになっている。第一次世界大戦のフランスによって初めて採用され、暴露状態にあるドイツ軍に対して鉄製の箭が投下された。次いでイギリス軍、ドイツ軍によって採用された。
短い鉛筆状のものは、大きな破壊的威力は無いが、多数携行することができ、機関銃などとは異なり発射を要せず、機上からただ投下されればおのずから高速度で落下し、人馬を突貫し殺傷する。
フランス軍のものは、小円桿で、中径8ミリメートル、長さ12センチメートル、重量25.5グラムで、高度400メートルから投下されることに規定されていた。高度400メートルから投下された投箭は8.6kgm（=84J）にもなり、人を殺傷するには十分であるとされた。イギリス軍のものは長さ12センチメートル、ドイツ軍のものは長さ13センチメートルであった。
2,000メートルの高空から投下された投箭は地上到達時には秒速100 - 150メートルで、その飛散区域は長径2,000メートル、短径200メートルの楕円形であった。また1機当たりの携行数は第1次世界大戦において約3,500 - 5,000個であった。これによる死体は肩部から突入した投箭が臀部に達していたという。携行、使用法が至便であるところから、密集暴露する敵の集団に対して有効であるとされたが、掩蓋された壕内にある敵には全く損害を与えることができなかった。